# Administrativní dělení Běloruska
Bělorusko se dělí na 6 oblastí. Tyto oblasti nesou název svého správního střediska. Dále se dělí na menší rajóny.

## Územní jednotky Běloruska
- Minsk – hlavní město Běloruska
- Minská oblast
- Hrodenská oblast
- Brestská oblast
- Homelská oblast
- Mohylevská oblast
- Vitebská oblast